# Gerdau S.A.
Gerdau S.A. ist ein brasilianischer Stahlkonzern mit dem Hauptsitz in Porto Alegre im brasilianischen Bundesstaat Rio Grande do Sul. Nach mehreren Akquisitionen in den USA und Kanada ist das von einer deutschstämmigen Familie beherrschte Familienunternehmen aus dem Süden Brasiliens mittlerweile der größte Hersteller von Langstählen auf dem amerikanischen Kontinent, also Anbieter von Langstahlprodukten wie Profile, Stäbe und Drähte, die vor allem für die Bau- und die Landwirtschaft benötigt werden. Der Konzernumsatz betrug 2014 umgerechnet 13,23 Milliarden Euro. Das Unternehmen ist am New York Stock Exchange registriert und im brasilianischen Aktienindex IBOVESPA gelistet.

## Geschichte

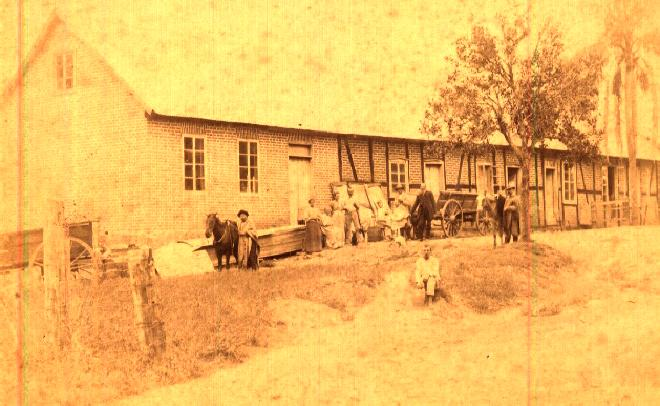
Am Anfang der Gerdau-Gruppe stand dieses Gebäude: der Hauptsitz der Sociedad Inmobiliaria João Gerdau & Cia. in Colônia de Santo Ângelo, Stadt Cachoeira do Sul, 1885.

Johann Heinrich Kaspar Gerdau, geboren in Altona, emigrierte 1869 nach Brasilien. Dort gründete er in den 1870er Jahren die Kolonialwarenhandelsgesellschaft João Gerdau & Cia. In den 1880er Jahren war er vor allem im Großhandel mit landwirtschaftlichen Produkten (etwa Gerste, Weizen, Reis, Roggen, Bohnen, Mais) tätig. Im Jahr 1895, als er inzwischen den Vornamen „João“ angenommen hatte, zog er von Cachoeira do Sul nach Porto Alegre und gründete dort mit einem Partner das Großhandelsunternehmen Gerdau & Naschold, das en gros mit getrockeneten und frischen Waren handelte und Brauereibedarfsartikel wie Maschinen, Geräte, Malz, Hopfen, Korken und Flaschen importierte. Darüber hinaus importierte das Unternehmen Wein direkt aus Jerusalem in Palästina. Am 16. Januar 1901 erwarben Gerdau und sein ältester Sohn Hugo in Porto Alegre die abgewirtschaftete Nagelfabrik Pontas de Paris, die sie in João Gerdau & Filho umfirmierten. Dieses Unternehmen wurde von 95 Aktionären gegründet. Im Jahr 1908 erwarb Gerdau den in Porto Alegre seit 1893 existierenden kleinen Möbelhersteller Fábrica de Móveis Navegantes und begann mit der Produktion von Bugholzmöbeln im Wiener Stil des Michael Thonet. Die Verwaltung dieses Unternehmens übertrug Gerdau seinem zweiten Sohn Walter.
Mit dem Tod João Gerdaus am 24. November 1917 ging die Führung der Unternehmen auf seinen Sohn Hugo Gerdau über. Mit dessen Tod fiel die Unternehmensführung an Curt Johannpeter, den Ehemann von Hugo Gerdaus Tochter Helda. Ab diesem Zeitpunkt entwickelte sich das Unternehmen sehr dynamisch zu einem der heute größten seiner Art in Lateinamerika.
Der Mangel an Rohmaterialien nach dem Zweiten Weltkrieg führte dazu, dass Johann Heinrich Kaspar Gerdaus Nachkommen, ursprünglich um die Nagelproduktion zu sichern, mit der eigentlichen Stahlproduktion begannen.

## Unternehmensentwicklung
Schon 1980 hatte die Gerdau-Gruppe mit der Übernahme der uruguayischen Stahlfirma Laisa den ersten Schritt über die Grenzen getan. 1989 folgte mit dem Kauf der kanadischen Courtice Steel die erste Übernahme in Nordamerika. Chile und Argentinien schlossen sich an, zuletzt kam Kolumbien. Den größten Sprung tat Gerdau 1999 mit dem Erwerb der Ameristeel Corporation, des zweitgrößten Herstellers von Baustahl in den Vereinigten Staaten.
Die 26 Schmelzen des Konzerns verteilen sich heute je zur Hälfte auf Nord- und Südamerika. Die größten Niederlassungen außerhalb Brasiliens bestehen in Argentinien, Kolumbien und Uruguay. Neben Eisenerz aus eigenen Minen verarbeitet Gerdau vor allem große Mengen Schrott und ist damit Vorreiter in Lateinamerika. Die Jahresproduktion beträgt rund 18 Mio. Tonnen (2010), dies entspricht ungefähr der Produktionskapazität des Thyssen-Krupp-Konzerns.
Von 2006 bis 2016 gehörte Sidenor mit seinen spanischen Spezialstahlwerken zu Gerdau.
Gerdau S.A. stellt den Großteil seiner Stahlproduktion aus Stahl- und Eisenabfällen her. Diese werden in sogenannten Mini Mills verarbeitet. Der Rest der Stahlproduktion wird durch die Verarbeitung von Eisenerz abgedeckt. Der Rohstahl wird direkt zu den Endprodukten verarbeitet.

## Konkurrenten
- Arcelor Mittal
- Nucor
- US Steel
- Acesita
- CSN